# 良性应激
良性应激，或称正面压力、积极压力、良性压力等，意味著對身心運作（整體而言）有正面影響的壓力—無論是心理、身體（例如運動）或生物化學/放射線學（毒物興奮效應）方面。
該術語由內分泌學者漢斯·塞利 (Hans Selye) 創造，由希臘語前綴 eu- 意為“良好”和壓力組成，字面意思是“良好的壓力”。
對壓力的積極認知反應是健康的，或者給人一種滿足感或其他積極感覺。 塞利創建該術語作為壓力的一個子組，以區分各種壓力源（英語：stressor）和壓力表現。
Eustress 不是由壓力或類型來定義的，而是由人們如何看待壓力源來定義的（例如，負面威脅與正面挑戰）。 Eustress 是指人們對壓力源的積極反應，這取決於一個人當前的控制感、合意性、所在位置和壓力源的時間（點）方面控制。壓力的潛在指標可能包括對壓力源做出有意義、希望或活力的反應。 Eustress 也與生活滿意度和幸福感呈正相關。

## 參看
- 惡性應激（Distress）：與 Eustress 定義相反的概念。
- 一般適應綜合症：漢斯·塞利於1930年代定義的一類適應性反應。